# برای سابق من فریاد بزن
«برای سابقِ من فریاد بزن» (انگلیسی: Shout Out to My Ex) آهنگی است که توسط گروه دخترانه بریتانیایی لیتل میکس خوانده شده است. این آهنگ در ۱۶ اکتبر ۲۰۱۶ توسط سایکو میوزیک به‌عنوان تک‌آهنگ اصلی از چهارمین آلبوم استودیویی گروه روزهای شکوه (۲۰۱۶) منتشر شد. ای آهنگ یک آهنگ دنس-پاپ است که توسط لیتل میکس نوشته شده است و در مورد جدایی از دوست‌پسر سابق پس از یک رابطه ناخوشایند صحبت می‌کند. این آهنگ به‌عنوان یک سرود قدرت‌مندی دختران نامیده شده و نقدهای بسیار مثبتی به دلیل پیام قدرتمندی، تولید و اجرای آواز گروه از منتقدان موسیقی دریافت کرده است.